# Teorie citové vazby
Teorie citové vazby Johna Bowlbyho a Mary Ainsworth studuje citové přilnutí malého dítěte k matce a dalším blízkým osobám. Teorie byla formulována v roce 1969 a patří dnes mezi nejvlivnější ve vývojové psychologii. Používané jsou také názvy attachment theory, teorie attachmentu, teorie přilnutí, teorie připoutání, teorie rané citové vazby. Termín attachment (vazba, přilnutí, připoutání) se v češtině často používá v původní anglické verzi a v rozšířeném významu může označovat citové přilnutí obecně.

## Historie
Teorii attachmentu formuloval anglický vývojový psychoanalytik John Bowlby, který přitom vycházel například z etologie Lorenze a Tinbergena, inspirován byl také experimenty na opicích Harryho Harlowa.
Zdokonalila ji psycholožka Mary Ainsworth, která bývá uváděna jako spoluautorka teorie.

## Teorie
Podle této teorie dochází k dětskému attachmentu působením vrozeného systému v mozku, který organizuje motivační, emoční a paměťové procesy ve vztahu k významným pečujícím osobám. Základní vzorec attachmentu spočívá v hledání fyzického a emočního uspokojení a ochrany před ohrožením. Toto přilnutí umožňuje psychické struktuře dítěte využívat kapacitu a funkce vyvinutější psychiky pečující osoby a organizovat a strukturovat vlastní procesy. Zážitky z těchto vztahů celoživotně nastavují způsob navazování a udržování klíčových vztahů a tedy i schopnost k nim.
Prvky vazbového chování (attachment behaviour) ze strany dítěte jsou vyhledávání tělesné blízkosti pečovatele, orientování se v prostoru a věšení se na blízké objekty, emoční projevy jako pláč, křik a úsměv. Tyto projevy vyvolávají na straně pečovatele specifickou odpověď, poskytnutí péče a bezpečí, která u dítěte odstraňuje úzkost z ohrožení a existenční (tzv. anihilační) úzkosti. Mezi takové odpovědi patří hlazení, kolébání, ohřívání, krmení, mluvení, zpívání apod. V takovém případě vzniká tzv. bezpečná vazba (secure attachment).
Pokud však chování pečující osoby je vyhýbavé nebo nekonzistentní, vzniká některý z typů tzv. nejisté vazby (insecure attachment), jíž odpovídá vznik jiných strategií chování u dítěte:
- Vyhýbavá vazba (typ A) je označení pro typ vztahu vyvolaný odmítající matkou, kdy se dítě naučí nedávat najevo negativní emoce, tedy křičet nebo plakat.
- Úzkostně ambivalentní vazba (typ C) vzniká, nejsou-li reakce matky konzistentní a předpovídatelné a matka v některých situacích nereaguje; za typický příznak tohoto typu vazby je považováno, že negativní projevy dítěte jsou přehnaně intenzivní.
- Dezorganizovaná neboli dezorientovaná vazba (typ D) vzniká, je-li pečující osoba zároveň zdrojem bezpečí i zdrojem ohrožení, například týrání nebo zneužívání. Příznačnou reakcí dítěte je chronická úzkost a dezorganizace vzorců chování.

K různým pečujícím osobám (například k otci a k matce) může mít dítě různý typ vazby, přičemž pro zdravý vývoj je důležité, aby nejméně jedna z těchto vazeb byla bezpečná.
Schopnost rodiče reagovat na vazbové chování dítěte a typ jeho reakcí jsou odvozovány zejména z vlastní dětské zkušenosti rodiče, takže typ vazby se se zvýšenou pravděpodobností přenáší na další generace.
Srovnávací studie typu Strange Situation Test porovnávají chování dítěte, je-li ponecháno samo v místnosti s neznámou osobou, a chování po opětovném návratu matky (reunion situation).

## Experimentální potvrzení
Psychologické experimenty Harryho Harlowa Klec zoufalství zaznamenaly průlom v teorii attachmentu. Do té doby považovali vědci i laická veřejnost za dostačující, že matka zaručí dítěti pouhé základní biologické potřeby: nakrmí ho, přebalí, zajistí teplo apod.
Zřejmě nejznámější Harlowovy pokusy zahrnovaly studium opic, které byly „vychovávány“ dvěma druhy opičích matek – obě byly atrapy vytvořené z drátů. Jedna z nich byla pokryta příjemnou tkaninou běžně používanou k výrobě ručníků – froté, kdežto druhá atrapa byla vytvořena pouze z drátů. Drátěná matka však v sobě měla zabudovanou láhev mléka čili plnila funkci kojení. Přestože froté matka nekojila, malé opice trávily většinu času u ní.
Další fáze experimentu spočívala v zastrašování opic v kleci. Kdykoli bylo mládě opice postrašeno, utíkalo k froté matce a objalo ji namísto matky, která mu poskytovala jídlo. Podobně ve chvíli, kdy byl do klece vložen neznámý předmět, mláďata zůstala nejdříve přitisknuta k froté matce a teprve poté se odvážila předmět prozkoumat. Opice, které byly zavřeny do místnosti bez své froté matky, se chovaly jiným způsobem: zkameněly strachem, začaly naříkat, dřeply si nebo si začaly cucat palec. Jiné začaly naříkat a běhat od objektu k objektu, hledajíc svoje froté matky. Přítomnost drátěné matky v neznámé místnosti nepředstavovala žádnou změnu – opice byly stejně nešťastné i tehdy.
Když už mladé opice nepotřebovaly mléko a začaly jíst klasickou stravu, byly od froté matky odděleny na dobu tří dnů. Po navrácení ke svým froté matkám se již od nich nechtěly oddělit a jakmile jim byl do klece vložen neznámý objekt, zůstaly přitisknuty k matkám, namísto aby objekt prozkoumaly, jak to činily před třídenním odloučením. Harlow z toho usoudil, že potřeba bezpečí byla důležitější než potřeba seberozvoje.
Výsledky studie ukázaly, že mláďata „vychovaná“ jak pouze drátěnou matkou, tak froté matkou (která v tomto případě dodávala zásobu mléka) přibírala na váze stejnou rychlostí. Nicméně mláďata, které byla vychovávána pouze drátěnými matkami, měla problémy s trávením mléka a častěji trpěla průjmem. Harlow z tohoto vyvodil, že nedostatek útěchy je pro opice psychologicky stresující.
Důležitost této studie však především spočívá ve vyvrácení do té doby běžného pedagogického názoru, že matky by se měly vyhýbat rozmazlování dětí a že emoce jsou ve výchově dětí zanedbatelné. Do tohoto experimentu bylo za nejdůležitější prvek při vytváření pouta mezi matkou a dítětem považováno krmení. Harlow však názorně předvedl, že matčina péče pouto mnohonásobně zesílila. Harlow svou studii popsal jako studii lásky. Byl také přesvědčen, že útěcha a láska může být poskytována jak matkou, tak otcem, což je dnes široce uznávaným faktem.
Pochopitelně se našli odpůrci, kteří Harlowovi vytýkali, že experiment dokazuje pouze vztah mezi opicemi a výsledky Harlowových studií by neměly být aplikovány v lidských vztazích. Podle nich Harlow přeceňuje důležitost útěchy a podceňuje důležitost kojení a péče.

## Rozšíření teorie
Na teorii attachmentu navázali mnozí další teoretici i praktici a někteří ji dále rozvinuli, například Cindy Hazan a Phillip Shaver koncem 80. let ji aplikovali na „romantické vztahy“ mezi dospělými.
Pod vlivem teorie potlačeného vzteku se do diagnostického a statistického manuálu DSM-IV dostala v roce 1994 diagnóza Attachment Disorder (AD) a Reactive Attachment Disorder (RAD). RAD se má projevovat extrémní příchylností ke všem dospělým nebo dětem bez rozdílu nebo naopak extrémním odmítáním podpory, péče a lásky od blízkých dospělých. Dostupné diagnostické testy spojují s touto poruchou povrchnost a nestálost vztahů s dospělými i vrstevníky, nedůvěru a neposlušnost vůči autoritám, záchvaty vzteku, negativismus a impulzivitu, nevyvinuté morální svědomí, empatie, neschopnost projevovat a přijímat lásku a sympatie, vyhýbavost vůči navazování citových vztahů, manipulativní chování, případně krutost a hostilita, lhaní a podvádění, grandiozita atd.
Australský psycholog J. T. A. Condon roku 1993 v rámci své teorie prenatálního attachmentu charakterizoval obecně lásku, a to těmito snahami:
- o druhém něco vědět
- být s ním ve vzájemné interakci
- vyhnout se odloučení nebo ztrátě
- ochraňovat
- uspokojovat neboli sytit potřeby druhého člověka

## Terapeutické metody
Na teorii attachmentu se občas odvolávají rovněž uživatelé různých terapeutických metod zahrnovaných pod pojem attachment therapy (AT), jejichž ideovým otcem je Robert Zaslow a jeho terapie redukce vzteku (rage-reduction therapy) [zdroj?]. Někteří kritici teorie však tvrdí, že attachment therapy je v přímém rozporu s původní teorií attachmentu.
V Česku je pak z těchto metod známá zejména terapie pevným objetím (holding therapy), kterou propaguje psycholožka Jiřina Prekopová. Některé z těchto terapeutických metod jsou však podle části odborných psychologů  založeny na záměrném vyvolávání situací bezmoci dítěte s využitím násilných, nátlakových, omezujících a averzivních technik vedoucích až k psychickému zlomení a zhroucení dítěte za účelem ventilace vzteku a bolesti a následné katarze. O účinnost této metody se vedou vášnivé spory, Scott Lilienfeld je v roce 2007 zařadil na seznam potenciálně nebezpečných terapií (PHT), protože je provázena škodlivými psychologickými i fyzickými dopady. Naproti tomu stoupenci[kdo?] AT ji mnohdy označují za jedinou efektivní léčbu poruchy citové vazby.[zdroj⁠?!] Podobné spory se pak vedou i v České republice  a attachment therapy ani její česká verze terapie pevným objetím tak nepatří k všeobecně přijímaným způsobům psychoterapie.
Objevily se významné snahy interpretovat teorií attachmentu autismus jakožto důsledek nesprávných vzorců chování matky a uplatňovat na autistické děti attachment therapy. Z hlediska převládajícího názoru, že autismus je vrozenou poruchou, je tento výklad autismu pokládán za fatálně chybný a způsob terapie za nebezpečný a škodlivý.